# Lycksele
Lycksele – miejscowość (tätort) w Szwecji, w regionie administracyjnym (län) Västerbotten, siedziba gminy Lycksele.
Według danych Szwedzkiego Urzędu Statystycznego liczba ludności wyniosła: 8545 (31 grudnia 2015), 8572 (31 grudnia 2018) i 8605 (31 grudnia 2019).
Z Lycksele pochodzi Sara Nordenstam, norweska pływaczka.